# 大船神社 (恵那市)
大船神社（おおぶねじんじゃ）は、岐阜県恵那市上矢作町の標高1,060mの大船山(破魔耶嶽)に鎮座する神社。

## 祭神
- 白山比売命（しらやまひめのみこと）
- 気比大神（けひのおおかみ）
- 丹生神（にうのかみ）
- 高野神（たかののかみ）
- 稲荷大神（いなりのおおかみ）
- 須我神（すがのかみ）

## 歴史
元は天平宝字年間（757年～765年）東大寺の良弁僧正が大船山に草庵を結び聖徳太子の作と言われる救世観音菩薩を安置したことを始まりとする。
天長年間（824年～834年）小野篁が、東山道鎮撫使として関東方面へ下向の途次この地に本堂及び宝塔を建てた。
延喜3年（903年）醍醐寺の聖宝が東巡した際に弟子の宥賢が別当となり、山門を建て、自ら刻した金剛力士像を安置し、密法を灌修し初めて大船寺と命名し勅賜金榜額を揚げた。
宥賢は、寺務を権掌し前２社（丹生権現、清瀧権現）に加え４社（高野大明神、白山権現、稲荷大明神、気比大明神）を合祀し六社権現を祀った。良弁は法相宗や華厳宗が本義であったが、宥賢により修験道と混淆した真言宗当山派の密教寺院となった。最盛期には周辺に宿坊が三十軒以上存在したという。神仏混淆であったため、法印(山伏)と禰宜の両者が奉仕していた。
修験者は、矢作川を挟んで南南西に約10kmの位置にある、天台宗本山派の修験道の寺であった小馬寺と何らかの関係があったと考えられる。
天文2年（1533年）、京都醍醐寺の塔頭理性院の厳助法師の紀行文『厳助往年記』には、信濃伊那郡の地頭であった知久氏に招かれて文永寺の結縁灌頂会で導師を勤めた後に、大船寺の多聞坊に宿泊したという記録がある。
天正2年（1574年）武田勝頼による東濃侵攻の戦乱で建物は焼かれて全て灰燼に帰した。
慶長以降に山の下に移し観音堂と六社を再興したともいう。
寛文11年（1671年）当時の大船山には大船神社・覚林坊・多聞坊・観音堂・仁王門などがあったが、
遠州浜松から来た権大僧都明実は、勝岳山 大船寺として宗門改めなどの寺務を執行するようになった。岩村藩主・丹羽氏純の援護を受け十年余りの歳月をかけ本堂、奥院、仁王門等を新造に近い大改造を行なった。
明実は、山麓の上矢作町横道に庵を結び、その境内地の跡に墓があり、本堂と護摩堂の跡には「大船寺」と彫られた巨石が残っている。
明実の後は、良策-無屑-寿山-昌欣-心浄と続いた。この法印家の子孫が今泉家である。
元禄16年（1703年）8月に岩村藩に提出するために作成された『上村並枝郷共指出し控』には、大船寺について次のように記されている。
なお大船寺持分として横道村に次の施設を擁していた。これらは大船神社の施設でもあった、
安政3年（1856年）信州諏訪郡の宮大工の立川和四郎三代宮重の下で、小大工が4人、子供2人が工事に携わり、大改造が行なわれ大船山大権現本社という神社建築となり本殿の内正面上部には三体の唐獅子と波の彫刻と牡丹ーを咥える唐獅子などが彫られ、脇障子には、右に麒麟、左に雲の中の鳳凰などが写実的に表現されている。
田中家には、大改装時の上棟槌が残っている。
明治元年（1868年）の神仏分離令によって神仏混淆が禁止され、
さらに明治5年(1872年)に修験禁止令が出されたため、大船寺は廃されて大船神社となった。
修験者たちは江戸時代は山麓の村々の仏事・神事や日待・月待・庚申講などの行事・集会に祈祷・読経を行って生活していたが、
明治5年以後は、僧侶か神官か還俗の、いづれかの道を選択することを余儀なくされた。法印(山伏)家は神官に転向し、護摩壇を神檀として祀るようになった、
大船寺で祀られていた覚林坊(飯縄権現/烏天狗)・木造聖観音菩薩坐像・木造三十三応現神立像は、現在は円頂寺と萬光寺が交代で保管している。
木造聖観音菩薩坐像は、秘仏として7年毎に開帳されているが、串原の中山観音と、かつて矢作川を越えた南側に存在した小馬寺で祀られていた十一面観音立像と、同じ一木から彫り出された三体の一つであったという。
明治35年（1902年）の早春に失火により山門（仁王門）を惜しくも焼失した。
拝殿は、明治末期に名古屋の宮大工の名工、伊藤平左衛門 (9世)により竣工され、
大正元年(1912年)、拝殿は、柿葺であった屋根を銅板葺に替えて完成した。
太平洋戦争の終戦後、神社に対する国や地方自治体による保護が無くなり、昭和27年(1952年)7月7日に、宗教法人となった。
昭和34年(1959年)には、境内の3,216坪余りの国有地と立ち木が払い下げられた。
令和4年（2022年）7月12日、本殿は、岐阜県の重要文化財に指定された。

## 弁慶杉
大船神社の神井の傍らに良弁杉と弁慶杉と呼ばれる大きな杉がある。弁慶杉は、目通り10.6m 樹高40mの杉の大木で、昭和34年(1959年)3月岐阜県指定天然記念物に指定された。
文治年間（1185年～1190年）に源義経が武蔵坊弁慶を伴い奥州下向のおり、大船寺に立寄り願書を納めて祈願し、弁慶は杉の小枝を折って土に挿して祈りを捧げた。その小枝が成長して巨木となったと伝わる。
『勝岳山大船密寺略縁起』には、次のような和歌を詠んだと記されている。

## 松並木
上矢作町の中心部から大船神社に至る約6kmの尾根づたいの参道には両側に江戸時代に植樹されたアカマツの並木が延々と続いている。総数は350本以上を数える。根元の幹の周囲2〜3m、目通り幹の周囲約2mのものが多い。
領地としていた岩村藩主は大船寺に対する信仰が厚く、その参詣の際の日除けのために植えたものだと伝えられている。
昭和34年(1959年)に岐阜県指定天然記念物となり、昭和58年(1983年)には「日本名松百選」に選ばれた。

## 指定文化財・天然記念物

### 岐阜県指定重要文化財
- (建築物)　大船神社本殿　安政3年(1856年)再建　令和4年7月12日指定
- (彫刻)　大船神社本殿の彫刻　安政3年(1856年)　昭和37年2月12日指定

### 岐阜県指定天然記念物
- (天然記念物)　大船神社の弁慶スギ　昭和34年3月10日指定
- (天然記念物)　大船神社参道の松並木　昭和34年3月10日指定

### 恵那市指定文化財
- (建築物)　大船神社拝殿　大正元年(1912年)創建

## 関連リンク
- 大船神社本殿の彫刻　岐阜県ホームページ
- 弁慶杉　恵那市公式観光サイト
- 参道松並木　恵那市公式観光サイト